# Homodes regularis
Homodes regularis là một loài bướm đêm trong họ Noctuidae.